# Меморіальні, анотаційні та охоронні дошки Чернівців
Меморіальні, анотаційні та охоронні дошки Чернівців — перелік та характеристики меморіальних, анотаційних та охоронних дощок, встановлених на будинках міста Чернівці.
Цитата: «Минулого року міські владники полічили усі меморіальні дошки і знаки у Чернівцях. Нарахували сто тридцять три. П'ятдесят дев'ять з них визнані творами мистецтва.»

## Меморіальні дошки

### Меморіальні дошки особам
| Зображення        | Кому присвячено | Автори, характеристика                  | Адреса                         | Дата встановлення |
| ----------------- | --- | --------------------------------------- | ------------------------------ | ----------------- |
|                   | Боголюбову Миколі Миколайовичу (старшому), математику, механіку, фізику-теоретику, засновнику наукових шкіл з нелінійної механіки і теоретичної фізики, академіку АН УРСР; на фасаді корпусу Чернівецького університету, де він працював                                 | барельєф, бронза                        | вул. Університетська, 20       |                   |
|                   | Волкову Роману Михайловичу, українському фольклористу, літературознавцю; на будинку у Чернівцях, де він проживав | барельєф, граніт                        | вул. Українська, 9             | ?                 |
|                   | Воробкевичу Сидору Івановичу, українському письменнику і композитору (поч. XX ст); на фасаді будинку, де він жив | граніт                                  | вул. 28 Червня, 20             |                   |
| [[Файл:\|100пкс]] | Петру Драчуку, заслуженому працівнику вищої школи України, доктору медицини, професору, завідувачу у 1985—1990 роках кафедри травматології і ортопедії з курсом військово-польової хірургії Чернівецького медичного інституту; на фасаді будинку в Чернівцях, де він жив | барельєф, граніт                        | вул. О. Богомольця, 1          |                   |
|                   | Георгу Дроздовському, буковинського походження німецькомовному поету, прозаїку, драматургу, журналісту, перекладачу та актору; на фасаді будинку, де він народився і жив                                                                                                 | граніт                                  | вул. Шевченка, 42              |                   |
|                   | Міхаю Емінеску, румунському поету, публіцисту, громадсько-культурному діячу; на фасаді будинку гімназії в Чернівцях, де він навчався | граніт                                  | вул.                           |                   |
|                   | Міхаю Емінеску, румунському поету, публіцисту, громадсько-культурному діячу; на фасаді будинку в Чернівцях, де він навчався | барельєф, граніт                        | вул.                           |                   |
|                   | Івасюку Володимиру Михайловичу, українському композитору і поету, герою України; на будівлі Буковинського державного медичного університету, де він навчався | барельєф, мармур                        | Театральна площа, 2            |                   |
|                   | Івасюку Михайлові Григоровичу, письменнику, літературознавцю, фольклористу, педагогу, громадському та культурному діячу, батькові Володимира Івасюка; на фасаді будинку в Чернівцях, де він жив                                                                          | граніт                                  | вул. Володимира Висоцького, 40 |                   |
| [[Файл:\|100пкс]] | Якову Кіршенблату, доктору біологічних наук, професору, завідувачу кафедри нормальної фізіології у 1954—1980 роках Чернівецького медичного інституту; на фасаді будинку в Чернівцях, де він жив                                                                          | барельєф, граніт                        | вул. Доброго, 1                |                   |
|                   | Августі Кохановській, буковинській художниці, етнографу; на фасаді будинку в Чернівцях, де вона жила | барельєф, граніт                        | вул. Шевченка, 41              |                   |
| [[Файл:\|100пкс]] | Олександру Мангейму, заслуженому діячу науки і техніки України, доктору медицини, професору, завідувачу кафедри травматології і ортопедії в 1945—1955 роках Чернівецького медичного інституту; на фасаді будинку в Чернівцях, де він жив                                 | барельєф, граніт                        | вул. Котляревського, 13        |                   |
| [[Файл:\|100пкс]] | Тарасові Мельничуку, українському поету-дисиденту, в'язню радянських таборів, жертві репресивної психіатрії; на фасаді будинку в Чернівцях, де в студентські роки жив поет                                                                                               | барельєф, граніт                        | вул. Радіщева, 4               |                   |
|                   | Чіпріану Порумбеску, румунському композитору, диригенту, одиному з основоположників румунської класичної музики; на будинку Румунського Народного Дому у Чернівцях | барельєф, мармур                        | Центральна площа, 9            | ?                 |
| [[Файл:\|100пкс]] | Борису Радзіховському, заслуженому діячу науки і техніки України, доктору медицини, професору, завідувачу кафедри очних хвороб у 1945—1975 роках Чернівецького медичного інституту; на фасаді будинку в Чернівцях, де він жив                                            | барельєф, граніт                        | вул. Горького, 7               |                   |
|                   | Тимощуку Борису Онисимовичу, українському археологу, краєзнавцю, досліднику давньої історії східних слов'ян та історії Буковини; на фасаді будинку, де він жив | барельєф, мармур                        | вул. Ватутіна, 11              |                   |
|                   | Михайлу Ткачу, лауреату Державної премії України імені Тараса Шевченка, народному артисту України, поету, сценаристу, громадському діячу; на фасаді будинку, де поет жив у Чернівцях                                                                                     | барельєф, граніт                        | вул. О. Герцена, 5             |                   |
| [[Файл:\|100пкс]] | Михайлу Ткачу, лауреату Державної премії України імені Тараса Шевченка, народному артисту України, поету, сценаристу, громадському діячу, випускнику Чернівецького державного медичного інституту; на фасаді будівлі палацу «Академічний» в Чернівцях                    | барельєф, граніт                        | вул. Шиллера, 11               |                   |
|                   | Юрію Федьковичу, українському буковинському письменнику, громадському діячеві; на будинку у Чернівцях, де він проживав і редагував газету «Буковина» | барельєф, мармур                        | Соборна площа, 10              | ?                 |
|                   | Юрію Федьковичу, українському буковинському письменнику, громадському діячеві, ім'я якого носить Чернівецький університет, встановлена при вході до центральних корпусів університету                                                                                    | скульптор Микола Лисаківський, барельєф | вул. Коцюбинського, 2          | ?                 |
|                   | Івану Франку, українському письменнику, поету, публіцисту, перекладачу, вченому, громадському і політичному діячу, дійсному члену НТШ, почесному доктору Харківського університету; на фасаді корпусу Чернівецького університету, де він навчався                        | барельєф, мармур                        | вул. Університетська, 20       |                   |
|                   | Ервіну Чаргаффу, біохіміку, що вперше одержав ДНК у чистому вигляді; на фасаді будинку, де він народився | граніт                                  | вул. 28 Червня, 20             |                   |
|                   | Йозефу Шумпетеру, австрійському і американському економісту, соціологу та історику економічної думки; на фасаді корпусу Чернівецького університету, де він працював професором                                                                                           | граніт                                  | вул. Університетська, 21       |                   |

### Меморіальні дошки на честь подій
| Зображення | Якій події присвячено | Автори, характеристика | Адреса              | Дата встановлення |
| ---------- | --- | ---------------------- | ------------------- | ----------------- |
|            | Про архітекторів та час побудови будинку театру імені Ольги Кобилянської; на фасаді будинку театру                                                                                              | граніт                 | Театральна площа, 1 |                   |
|            | Текст на дошці: «В цьому будинку в 1901 році надруковано першу книгу видатного українського новеліста Марка Черемшини»; на фасаді будинку Українського Народного Дому у Чернівцях               | барельєф, граніт       | вул. Ломоносова, 2  |                   |
|            | Текст на дошці: «В цьому будинку в 1913 році виступав з читанням своїх творів великий письменник, революційний демократ Іван Франко»; на фасаді будинку Українського Народного Дому у Чернівцях | барельєф, граніт       | вул. Ломоносова, 2  |                   |

## Анотаційні дошки
| Зображення                                               | На честь кого, чого чи якої події                                                                                                 | Автори, характеристика | Адреса              | Дата встановлення |
| -------------------------------------------------------- | --- | ---------------------- | ------------------- | ----------------- |
| Файл:Анотаційна дошка Володимиру Михайловичу Івасюку.png | українському композитору Володимиру Івасюку на будинку в м. Чернівці, де знаходиться музей його імені; на фасаді будинку музею    | бронза                 | вул. Українська, ?  |                   |
|                                                          | археологу, поету, політичному діячу Олегу Ольжичу (на початковому будинку вулиці його імені в м. Чернівці); на фасаді будинку     | мармур                 | вул. Українська, ?  |                   |
|                                                          | анотаційна дошка на пам'ятнику (хресті) про минулі покоління чернівчан; на умовному місці колишнього старого цвинтаря             | бронза                 | вул. , ?            |                   |
|                                                          | Пам'ятна дошка, встановлена в Чернівцях на Центральній площі біля входу в Літературне кафе книжкового магазину «Українська книга» | мармур                 | Центральна площа, 9 |                   |

## Цікавинки з «життя меморіальних дощок»
На одному з багатоповерхових будинків у Чернівцях місцевий мешканець встановив собі меморіальну дошку.
На мармуровій дошці вагою майже 50 кг, було розміщено напис українською та англійською мовами: «В цьому будинку з 2007 року проживає видатний діяч з питань страхування життя Українцев Іван».
Втім, через кілька днів після встановлення комунальники демонтували дошку. Начальник місцевого ЖЕКу №9 заявив, що власника дошки попередили про незаконність таких дій, «однак він не поспішав її демонтовувати, незважаючи на обурення сусідів та громадськості».
За самовільні дії «видатного діяча із питань страхування життя» у Чернівцях притягнуть до адміністративної відповідальності.